# المستقبل (جريدة كويتية)
جريدة المستقبل هي جريدة كويتية تتناول قضايا أمنية واقتصادية ودولية ومحلية.